# Турањ
Турањ је градска четврт града Карловца у Републици Хрватској. Налази се у јужном делу града, од којег је одвојен рекама Мрежницом и Кораном. Државни пут D1 пролази кроз Турањ. Он није регистрован као самостално насеље у хрватском попису из 2001. године.